# Chak Tok Ich'aak II
Chak Tok Ich'aak II, également connu sous le nom de patte de jaguar II ou squelette patte de jaguar, était un ajaw de la ville maya de Tikal. Il régna d'environ 486 jusqu'à sa mort le 24 juillet 508. Il était le fils de K'an Chitam et de Lady Tzutz Nik. Les stèles 3, 7, 15, 21 et éventuellement 26 sont associées à Chak Tok Ich'aak II.